# Leptoiulus garumnicus
Leptoiulus garumnicus är en mångfotingart som beskrevs av Ribaut. Leptoiulus garumnicus ingår i släktet Leptoiulus och familjen kejsardubbelfotingar. Inga underarter finns listade i Catalogue of Life.